# Yūji Tachikawa
Yūji Tachikawa (jap. 立川祐路 Tachikawa Yūji; ur. 5 lipca 1975 roku w prefekturze Kanagawa) – japoński kierowca wyścigowy.

## Kariera
Tachikawa rozpoczął karierę w międzynarodowych wyścigach samochodowych w 1994 roku od startów w Francuskiej Formule Renault Campus. Z dorobkiem 229 punktów został sklasyfikowany na czwartej pozycji w klasyfikacji generalnej. W późniejszych latach Japończyk pojawiał się także w stawce Grand Prix Makau, Japońskiej Formuły 3, All-Japan GT Championship, FIA GT Championship, Formuły Nippon, Japanese Touring Car Championship, 1000 km Suzuka, Japan GT Festival in Malaysia, Super GT oraz 24-godzinnego wyścigu Le Mans.

## Wyniki w 24h Le Mans
| Rok  | Zespół           | Partnerzy                   | Samochód       | Klasa | Okr. | Poz. | Klasa Pos. |
| ---- | ---------------- | --------------------------- | -------------- | ----- | ---- | ---- | ---------- |
| 2008 | Dome Racing Team | Tatsuya Kataoka Daisuke Itō | Dome S102-Judd | LMP1  | 272  | 33   | 13         |